# Кондратьєв Микола Дмитрович
Мико́ла Дми́трович Кондра́тьєв  (4 (16) березня 1892 — 17 вересня 1938) — російський економіст; з 1905 — есер, входив товаришем міністра продовольства в останній склад Тимчасового уряду Олександра Керенського; засновник та директор Інституту кон'юнктури (1920—1928); засновник теорії великих циклів економічної кон'юнктури (кризи довгої хвилі); жертва сталінського терору 1930 р., засланий в табори 1932 р.; розстріляний 1938 р. Реабілітований 1987 р.

## Праці
- Кондратьев, Н. Д. Большие циклы конъюнктуры. М.: РАНИОН, 1928.
- Кондратьев, Н. Д. Проблемы экономической динамики. М.: Экономика, 1989.